# Шапкина
Шапкина (Пилворъяга) (на руски: Шапкина, Пильворъяга) е река в Ненецки автономен окръг и Република Коми на Русия, десен приток на Печора. Дължина 499 km. Площ на водосборния басейн 6570 km².
Река Шапкина изтича от северозападния ъгъл на езерото Болшое Шапкино, разположено на 131 m н.в., на територията на Ненецки автономен окръг. Тече предимно в югозападна посока през безлюдни райони, в широка и плитка долина, в която силно меандрира, сред блатата на Болшеземелската тундра. В долното течение долината ѝ става още по-широка и още повече се заблатява. Влива се отдясно в река Печора, при нейния 238 km, на 2 m н.в., на 8 km на североизточно от село Нови Бор в Република Коми. Основни притоци: леви – Ванда (51 km), Янгита (54 km); десни – Лекейю (56 km). Има смесено подхранване с преобладаване на снежното, с бурно изразено пълноводие през май и юни. Среден годишен отток на 82 km от устието 582 m²/s. По течението ѝ няма постоянни населени места. В басейнът ѝ се разработват нефтогазови находища.